# Rome, New York

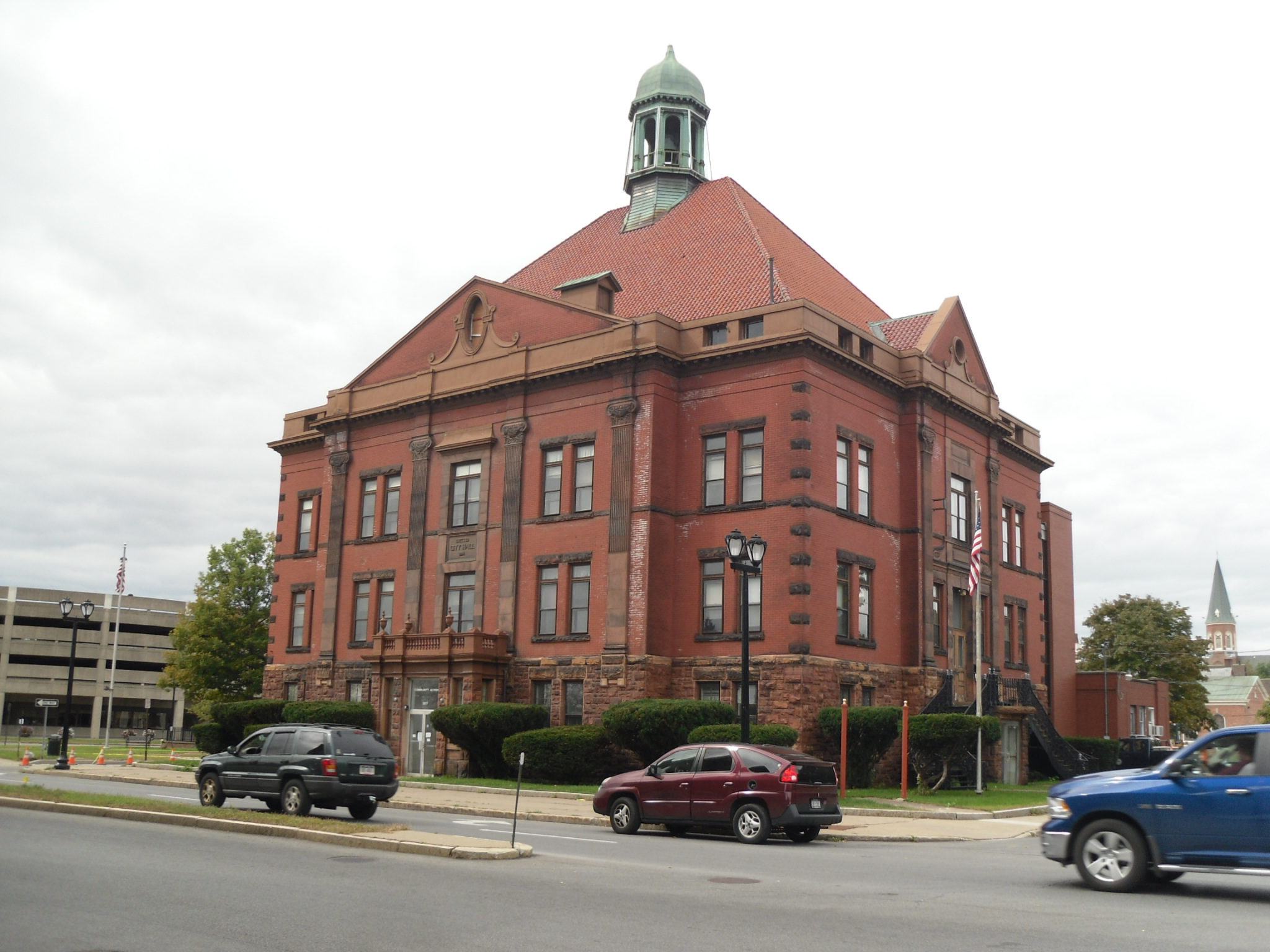
Rome, New York

Rome, New York là một thành phố thuộc quận Oneida trong bang New York, Hoa Kỳ. Thành phố có tổng diện tích km², trong đó diện tích đất là km². Theo điều tra dân số Hoa Kỳ năm 2010, thành phố có dân số 44.797 người. 
Vào năm 1758, các lực lượng Anh bắt đầu xây dựng pháo đài Stanwix ở vị trí chiến lược này nhưng nó đã không hoàn thành cho đến khi 1763. Trong năm 1796, thành phố được thành lập xung quanh pháo đài và được đặt tên Lynchville. Một thời gian sau, tên của thành phố đã được thay đổi thành Rome, có lẽ mang tên tiếng Anh của thủ đô Ý (Roma). Rome được liệt kê trong liên bang điều tra dân số 1820 của quận Oneida, nhưng ngày chính xác và lý do cho sự thay đổi là không rõ. Rome là một trong hai thành phố chính ở vùng thống kê đô thị Utica-Rome. Thành phố này là ở phần phía nam trung bộ của quận. 